# Portret Klemensa IX (obraz Carla Maratty)
Portret Klemensa IX (wł. Ritratto di Clemente IX) – obraz olejny namalowany przez Carla Marattę w 1669 roku, znajdujący się w zbiorach Pinakoteki Watykańskiej.

## Historia i opis
Carlo Maratta przedstawił papieża Klemensa IX siedzącego na tronie, ubrany w mucet i camauro, opiera rękę na książce trzymanej pionowo. Sugestywnie spogląda na obserwującego. Obraz powstał w 1669 roku, w tym samym roku papież zmarł. Portret namalowany farbami olejnymi na płótnie, ma wymiary 145 x 116 cm. Stanowił element kolekcji Rospigliosi, odnotowany w inwentarzach XVIII wieku. Gerolamo Rospigliosi sprzedał dzieło Louisowi Mendelssohnowi z Detroit w marcu 1931 roku. Mendelssohn, na pamiątkę swojego powrotu do wyznania katolickiego, ofiarował portret papieżowi Piusowi XI. Płótno oprawione jest w złoconą ramę. W Pinakotece Watykańskiej wystawiane jest w sali XV (nr inwentarzowy MV.40460.0.0).
Maratta namalował osobiście kopię portretu, która znajduje się w kolekcji Ermitażu w Petersburgu.

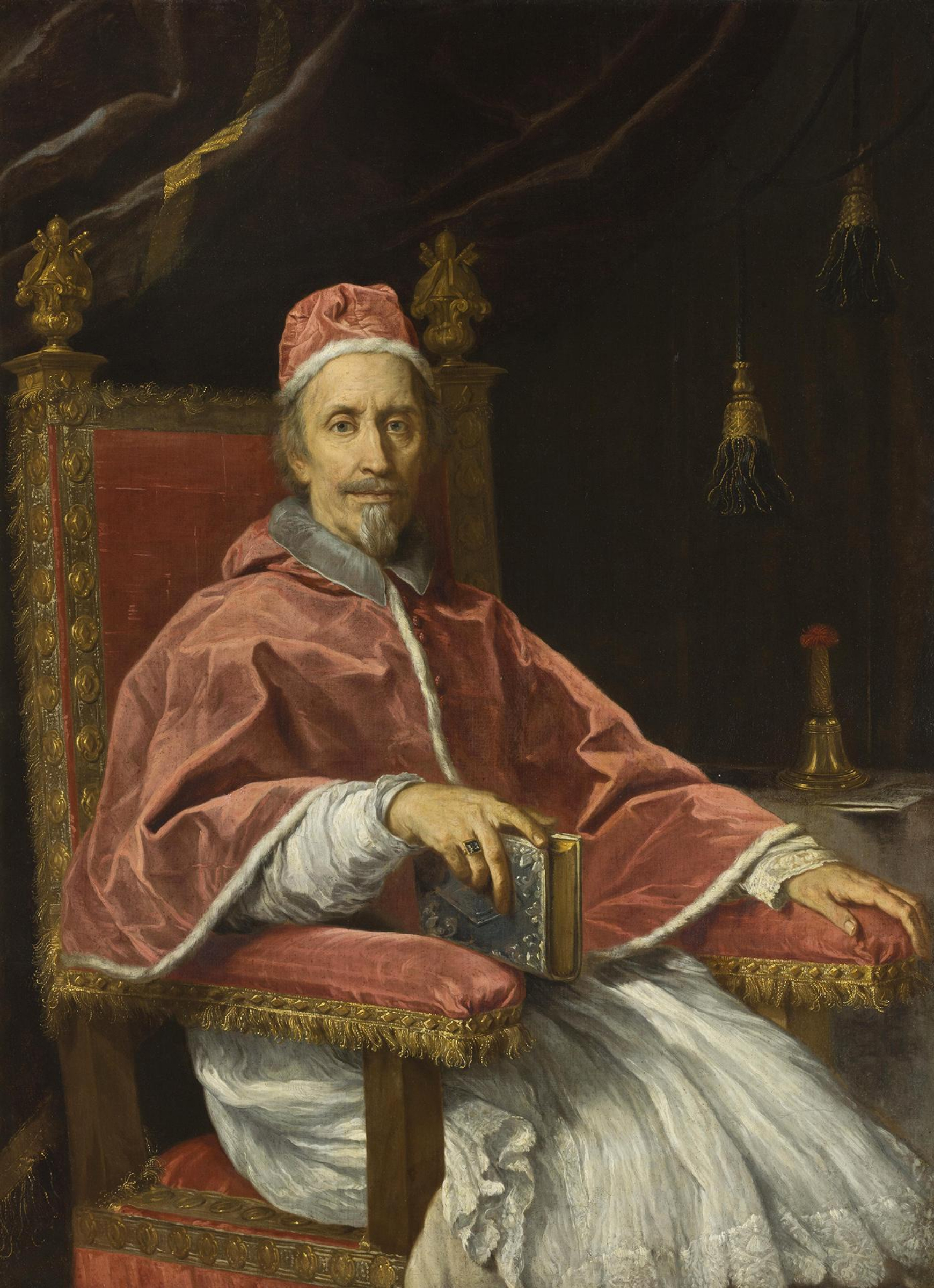
Kopia petersburska